# جون برايت (سياسي)
جون برايت (16 نوفمبر 1811 – 27 مارس 1889) كان سياسيًا ليبراليًا وراديكاليًا بريطانيًا، وأحد من أعظم الخطباء في جيله وواحدًا من المروجين لسياسات التجارة الحرة.
إلى جانب كونه كويكر (فرد ضمن جمعية الأصدقاء الدينية)، أكثر ما اشتُهر به برايت كان محاربته «قوانين الذُّرة». بالشراكة مع ريتشارد كوبدن، أسس رابطة مكافحة قانون الذرة، والتي هدفت إلى إلغاء قوانين الذرة، التي بدورها رفعت أسعار الأغذية وحمت مصالح ملاك الأراضي من خلال فرض الضرائب على القمح المستورد. تم إلغاء قوانين الذرة عام 1846. عمل برايت أيضًا مع كوبدن في خطوة أخرى تتعلق بالتجارة الحرة، معاهدة كوبدن-شوفالييه لعام 1860، التي بدورها عززت الاعتماد المتبادل الوثيق ما بين بريطانيا العظمى والإمبراطورية الفرنسية الثانية. نُفذت الحملة بالتعاون مع الخبير الاقتصادي الفرنسي ميشال شوفالييه، ونجحت على الرغم من عدم ثقة البرلمان بالفرنسيين.
شغل برايت منصبًا في مجلس العموم خلال الفترة بين عامي 1843 و1889، مروجًا للتجارة الحرة، والإصلاح الإنتخابي، وحرية المعتقد. مثّل برايت صوتًا وحيدًا في معاداته لحرب القرم؛ عارض أيضًا اقتراح وليام إيوارت غلادستون بشأن الحكم الذاتي لأيرلندا. كان ينظر إلى نفسه بوصفه متحدثًا باسم الطبقة المتوسطة ومعارضًا بشدة لامتيازات المُلّاك الأرستقراطيين. فيما يتعلق بإيرلندا، فقد سعى إلى إنهاء الامتيازات السياسية التي يتمتع بها الأنجليكان، وحلّ كنيسة إيرلندا، وبدأ إصلاحات زراعية من شأنها أن تسلم الأراضي إلى الفلاحين الكاثوليك. صاغ مصلح «أم البرلمانات» مشيرًا بها إلى إنجلترا.

## نشأته
ولد برايت في غرينبانك، روتشديل، في لانكشير، إنجلترا، أحد المراكز الأولى للثورة الصناعية. كان والده جاكوب برايت واحدًا من الأعضاء المرموقين في جمعية الأصدقاء الدينية (الكويكرز)، قد أنشأ مغزلًا للقطن في روتشديل سنة 1809. كان والد جاكوب، أبراهام، مالكًا زراعيًا صغيرًا (يومَن) من ويلتشر، انتقل في أوائل القرن الثامن عشر إلى كوفنتري حيث أسس عائلته هناك. تلقى جاكوب برايت تعليمه في مدرسة أكوورث التابعة لجمعية الأصدقاء، وتدرب ضمن مصنع للفساتين القطنية في نيوميلز، ديربيشير. كان جون برايت ابنًا له ولزوجته الثانية مارثا وود، ابنة تاجر من الكويكرز في بولتون لو مورز. تلقت مارثا تعليمها في مدرسة أكوورث، وكانت امرأة ذات شخصية قوة ولبقة. أنجب الزوجان 11 طفلًا، كان جون أكبرهم، كان أخوه الأصغر جاكوب برايت عمدة ونائب في البرلمان. من بين أخواته بريسيلا برايت مكلارين (الذي كان زوجها النائب البرلماني دونكان مكلارين) ومارغريت برايت لوكاس. كان جون طفلًا كيّسًا رقيقًا، أرسله والداه إلى إلى مدرسة داخلية بالقرب من منزله، تحت كنف رعاية ويليام ليتلوود. أمضى سنة في مدرسة أكوورث، سونتين في مدرسة بوثام، ويورك، وسنة ونصف في نيوتن، بالقرب من كليذرو حتى أنهى تعليمه. قال بنفسه أنه لم يتعلم سوى القليل من اللاتينية واليونانية، إلا اكتسب حبًا عظيمًا للأدب الإنجليزي، وهو ما شجعته عليه أمه، وأحب النشاطات الخارجية في الهواء الطلق. في عامه السادس عشر، دخل إلى محلج والده (مصنع غزل القطن)، وأصبح بعدها شريكًا في العمل.
في روتشديل، كان جاكوب برايت زعيمًا لحركة معارضة للضريبة الكنسية. برزت روتشديل حينها أيضًا كحركة تدعو للإصلاح البرلماني، ونجحت المدينة في المطالبة بالعضوية المخصصة لها في البرلمان بموجب مشروع قانون الإصلاح. شارك جون برايت في كلتا الحملتين. كان انفصاليًا شديد الحماس، وفخورًا بذكر أحد أسلافه، جون غراتون، وهو صديق لجورج فوكس، وأحد دعاة جمعية الأصدقاء الدينية ممن تعرضوا للسجن والاضطهاد. ربما اتّقد اهتمامه بالسياسة لأول خلال انتخابات بريستون في عام 1830، حيث خسر إدوارد ستانلي، بعد كفاح طويل، مقابل هنري هانت.
تعلم برايت التحدث للعلن لأول مرة بعد أن أصبح عضوًا في فرقة روتشديل اليافعة للزهد (حركة معارضة لاستهلاك المشروبات الكحولية). كان أولئك الفتية يذهبون للقرى، ويستعيرون كرسيًا من أحد المنازل، ويبدأون الحديث ضمن اجتماعات مفتوحة في الهواء الطلق. كان أول خطاب مرتجل لجون برايت ضمن أحد تلك الاجتماعات. في ذلك اليوم تشوش برايت في ما دوّنه من ملاحظات وأحس بالانهيار. ألقى رئيس الاجتماع أغنية وطلب من برايت أن يضع ملاحظاته المدونة جانبًا ويلقي ما يخطر على باله. استجاب إليه برايت، الذي بدأ بالكثير من التردد، ولكنه سرعان ما أمسك زمام الحديث وألقى خطابًا ممتازًا، إلا أنه نطق أحيانًا بجمل مشوّشة. تم تداول هذه الحكايات التي تمحورت حول سنين نشأته عبر بريطانيا والولايات المتحدة في وقت لاحق من حياته المهنية، إلى الحد الذي جعل الطلاب في مؤسسات مثل جامعة كورنيل ينظرون إليه باعتباره نموذجًا للناشطين.

## كوبدن وقوانين الذّرة
التقى برايت ريتشارد كوبدن لأول مرة في عام 1836 1837. كان كوبدن عضو مجلس شركة مانشستر التي تأسست حديثًا، طلب برايت منه السماح له بإلقاء خطاب ضمن اجتماع تعليمي في روتشديل. وافق كوبدن على ذلك، وصُدم بدهشة من خطاب برايت القصير وحثه على التحدث ضد قوانين الذرة. ألقى برايت أول خطاب له بشأن قوانين الذرة في روتشديل سنة 1838، وانضم في نفس العام إلى لجنة مانشستر المؤقتة التي أسست في سنة 1839 رابطة مكافحة قانون الذرة. كان حينها لا يزال مجرد رجل شعبي محلي، يشارك في كل الحركات العامة، خصوصًا في معارضته «تشريعات المصنع» التي اقترحها جون فيلدن، ولضريبة روتشديل الكنسية. في عام 1839 بنى منزلًا أطلق عليه اسم «وان آش»، وتزوج إليزابيث، ابنة جوناثان بريستمان من نيوكاسل أبون تاين.
في شهر نوفمبر من ذات العام، أقيم عشاء في بولتون تكريمًا لأبراهام بولتون، الذي كان قد عاد لتوّه من من جولة في لمعارضة قانون الذرة. كان من بين المتحدثين كوبدن وبرايت، من الجدير بالذكر أنها كانت أول مناسبة يظهر فيها كلا الزعيمين المستقبليين سويًا على منصة للتجارة الحرة. يصف أحد مؤرخي الرابطة برايت بأنه «شاب يافع يظهر لأول مرة في اجتماع خارج بلدته، ويعطي بحيويته وتمكنه من الموضوع المُلقى دليلًا على اتساع مداركه ليتبوأ حينها دورًا قياديًا في الاهتياج الكبير».
في عام 1840 قاد برايت حركة ضد ضريبة روتشديل الكنسية، متحدثًا من على شاهدة قبر في باحة الكنيسة، حيث ترنو البلدة من الوادي في الأسفل. ولدت له ابنة، هيلين؛ ولكن زوجته الشابة توفيت بمرض السل بعد معاناة طويلة مع المرض في سبتمبر من العام 1841. بعد ثلاثة أيام من وفاتها في ليمينغتون، اتصل كوبدن لرؤيته. قال برايت: «كنت غارقًا في الأسى»، بعد كشفه حالة زميلة في برادفورد سنة 1877، «قد أقول بكل يأس، أن حياة بيتي وشمسه قد خمدتا». قال كوبدن بعض كلمات العزاء، ولكن بعد وهلة نظر فيه وقال: «هناك آلاف العائلات في إنجلترا في هذه اللحظة تموت فيها الزوجات والأمهات والأطفال من الجوع. الآن، عندما تنتهي نوبة الحزن التي تعتريك، أنصحك بالمُضيّ معي، ولن ينام لنا جفنٌ حتى تُلغى قوانين الذرة». قبلت الدعوة؛ قال برايت، مضيفًا: «منذ ذلك الوقت لم نتوقف عن العمل بجد من أجل القرار الذي اتخذناه».